# جيراردو روزاريو
جيراردو روزاريو هو سباح فلبيني، ولد في 14 أغسطس 1952.

## وصلات خارجية
- جيراردو روزاريو على موقع الاتحاد الدولي للسباحة (الإنجليزية)
- جيراردو روزاريو على موقع SwimRankings.net (الإنجليزية)
- جيراردو روزاريو على موقع اللجنة الأولمبية الدولية (الإنجليزية)
- جيراردو روزاريو على موقع أوليمبيديا (الإنجليزية)